# オクサナ・アキンシナ
オクサナ・アキンシナ（Oksana Akinshina、ロシア語: Оксана Александровна Акиньшина、1987年4月19日 - ）は、ロシアの女優。

## 来歴

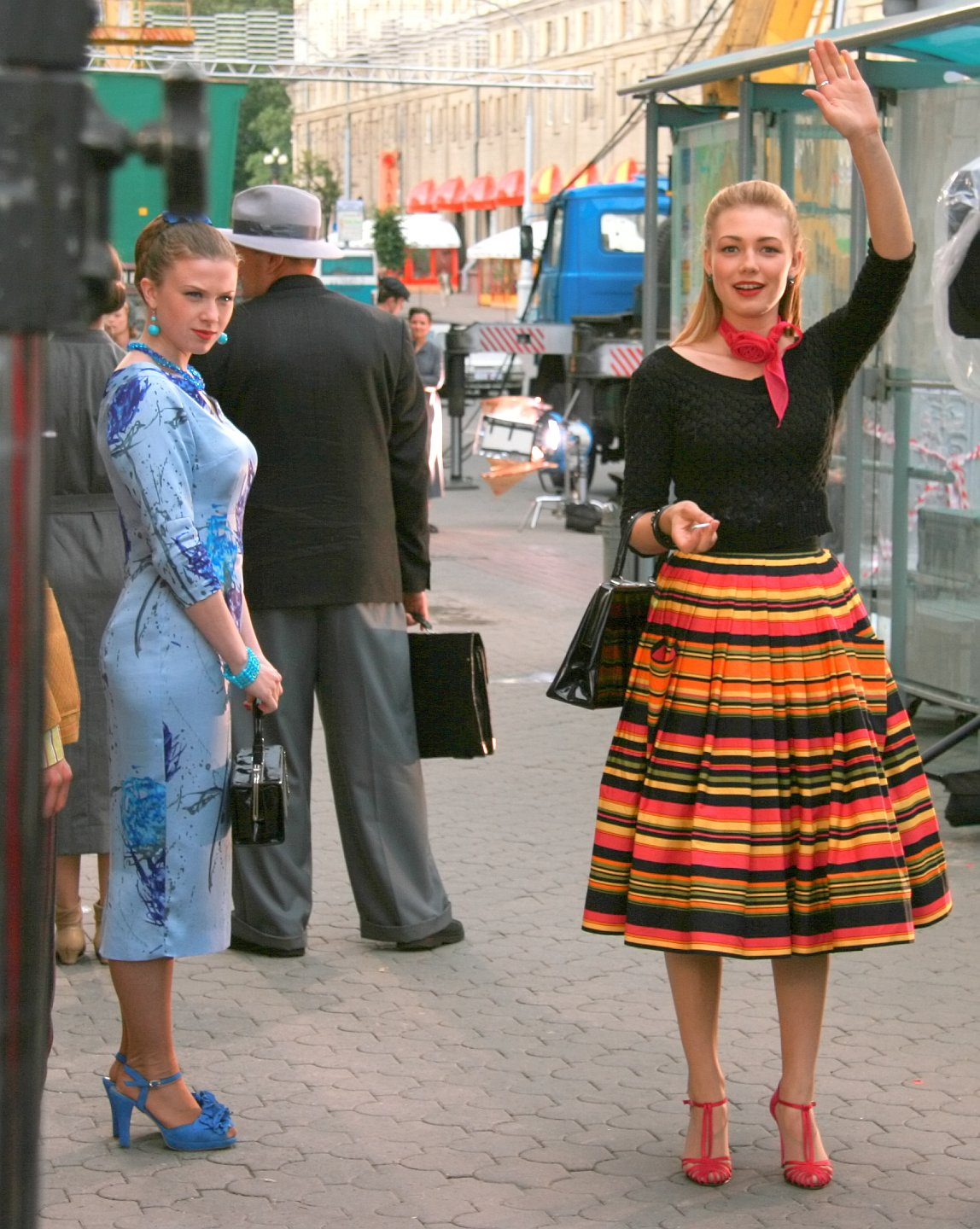
ロシア映画『Stilyagi』にて（2008年）

ソビエト連邦のレニングラード州レニングラード（現在のサンクトペテルブルク）にて生まれた。アキンシナは、ロシアのセルゲイ・ボドロフ監督の息子であり2002年に事故死したセルゲイ・ボドロフ・Jrにより才能を発掘され12歳でデビューした。
2001年には、『Sisters』で映画デビューした。
2002年において、スウェーデンのルーカス・ムーディソン監督の作品である『リリア 4-ever』に主演した。当時、彼女はロシア語しかできなかったが、英語とスウェーデン語は通訳を通して行われた。
彼女は『リリア 4-ever』で高い評価を得て、数多くの国際的な賞を受賞およびノミネートされた。
ほかの出演作としては、アメリカ、イギリス、スペインの合作映画『モスクワ・ゼロ』と、マット・デイモン主演の『ボーン・スプレマシー』が知られている。

## 主な出演作品
- Sisters（2001）
- リリア 4-ever Lilya 4-ever   （2002）
- In Motion（2002）
- Kamenskaya : Illyuziya grekha（2003）
- The Moth Games（2003）
- South（2003）
- ボーン・スプレマシー The Bourne Supremacy  （2004）
- Women in the Game without Rules（2004）
- Women's Novel（2005）
- Captain's Children（2006）
- モスクワ・ゼロ Moscow Zero　（2006）
- ミッション・イン・モスクワ Moscow Mission  （2006）
- ウルフハウンド 〜天空の門と魔法の鍵〜 Wolfhound　（2006）
- Stilyagi（2008）
- Number One Enemy（2008）
- Birds of Paradise（2008）
- I Am（2009）
- Ya（2009）
- Blizzard（2010）
- Vysotsky. Thank You for Living（2011）
- ヴァーサス Versus （2016）
- スプートニク Sputnik (2020)
- チェルノブイリ1986 Chernobyl: Abyss (2021)